# Tao-Clarjécia
Tao-Clarjécia ou Tao-Clarjeti (em georgiano: ტაო–კლარჯეთი; romaniz.: Tao-Klarjeti), chamado também de Reino dos Georgianos (em georgiano: ქართველთა სამეფო), foi um reino e principado medieval georgiano sucessor do Principado da Ibéria na região que hoje é parte das províncias de Erzurum, Artvim e Carse no nordeste da Turquia.
Tao e Clarjécia eram originalmente apenas nomes das duas principais províncias do território georgiano que se estendiam do "Desfiladeiro Georgiano" (em turco:  Gürcü Boğazı) no sul até o Cáucaso Menor no norte.
Historicamente, a área abrangia as seguintes províncias: para oeste dos Montes Arsiani (Yalnızçam Dağları) estavam Tao, Clarjécia, Nigali e Xavexécia; para o leste, Mesquécia, Eruxécia, Alta Javaquécia, Atona e Cola. O cenário era marcado por montanhas e pelos sistemas fluviais do Coroqui (Çoruh) e o Miquevari (Cura).
A localização de Tao-Clarjécia entre os grandes impérios do oriente e do ocidente e a passagem de um dos trechos da Rota da Seda por seu território resultaram numa grande quantidade de influências externas na região. Entre os séculos IX e XI, Tao-Clarjécia foi governado pela dinastia Bagrationi e a região teve um papel preponderante na unificação de toda as terras georgianas num único estado, o Reino da Geórgia, em 1008.

## História

### Idade Média
Os principados que formavam Tao-Clarjécia emergiram do tumulto resultante da conquista muçulmana do Cáucaso nos séculos VII e VIII que destruíram o antigo Reino da Ibéria.
A nova era em Tao-Clarjécia começou em 813, quando o príncipe georgiano (erismtavari) Asócio I, dos Bagrationi, fez de Clarjécia sua base para lutar contra a ocupação árabe. Depois de reconhecer a suserania bizantina, Asócio recebeu o prestigioso título de curopalata (em grego: κουροπαλάτης). Ele lutou contra os árabes dali e foi, gradualmente, incorporando as terras vizinhas de Tao, Cola, Atona e Xavexécia (e outras menores) às suas, livrando-as do domínio árabe. Em seus domínios, Asócio passou a incentivar o reassentamento de georgianos e patrocinou a vida monástica, iniciando com proeminente clérigo Gregório de Khandzta (759–861), em Clarjécia, efetivamente transformando a região sob seu controle num abrigo da cultura georgiana e um dos mais importantes centros religiosos da Geórgia na época.
Os sucessores de Asócio continuaram a lutar pelas terras de Ibéria (Cártlia), disputando ainda com o dinastia Abecásia da Geórgia ocidental (Egrissi), com o Emirado de Tiblíssi e até mesmo com o Caquécia (um reino na Geórgia oriental) e monarcas armênios. Porém, disputas internas, frequentes no principado, atrapalhavam frequentemente a expansão do reino. Uma guerra civil depois do assassinato de David I (r. 876–881) resultou na vitória de Adanarses I (r. 881–923) sobre seu grande rival, Nasra, o assassino de David, permitindo que ele fosse coroado "rei dos georgianos" em 888. Durante o reinado do filho de Adranse, David II (r. 923–937), os georgianos também tiveram que se defender contra uma invasão bizantina. Porém, a dinastia Bagrationi não conseguiu manter a integridade do reino, que foi dividido entre os três principais ramos da família, com o principal dominando Tao e o título de "rei dos georgianos". Os demais passaram a controlar Clarjécia e, nominalmente pelo menos, reconheciam a soberania do rei. O reino incluía ainda diversos principados menores mais ou menos dependentes da coroa de Tao.
Em 958, Pancrácio II Regueni, "o Simples" (r. 958–994), foi coroado "rei dos georgianos" e herdou o norte de Tao ("Amier Tao"), enquanto David III (r. 961–1001) recebeu o título de curopalata e as terras do sul de Tao (Imier-Tao). Um governante justo e amigo da Igreja, David se aliou ao imperador bizantino Basílio II na Batalha de Pancaleia contra o rebelde Bardas Esclero (976–979) e foi recompensado com grandes faixas de terras que fizeram dele o mais poderoso monarca no Cáucaso Meridional: seus domínios incluíam diversas províncias georgianas e armênias e se estendiam até o Lago de Vã. Com a firme intenção de reunir todas as terras georgianas, David adotou o príncipe Pancrácio (futuro rei Pancrácio III), um neto de Pancrácio Regueni e também o herdeiro aparente da Abecásia. David o nomeou príncipe presidente na Ibéria (975), rei da Abecásia (978) e ajudou o pai dele, Gurgenes, a ser coroado rei dos georgianos depois da morte de Regueni (994), tornando assim Pancrácio monarca de dois e herdeiro aparente do terceiro estado georgiano. O único revés em sua estratégia foi o conflito fracassado entre 987 e 989 contra os bizantinos que acabou forçando David a ceder seus domínios ao imperador Basílio II como herança após sua morte. Apesar disso, Pancrácio conseguiu reunificar o território georgiano depois da morte de seu pai em 1008 e fundou o Reino da Geórgia.

### História posterior
A região continuou parte do território georgiano e era administrado pelos príncipes da Mesquécia até a conquista pelo Império Otomano em 1551. Durante o período otomano, uma política de islamização foi implementada e muitas igrejas foram convertidas em mesquitas. Depois da Guerra russo-turca de 1877-1878, a maior parte do território de Tao-Clarjécia foi cedida ao Império Russo, mas foi recuperado pelos turcos pelos termos do Tratado de Brest-Litovsk com a URSS em 1918. A derrota otomana na Primeira Guerra Mundial permitiu que a recém-criada República Democrática da Geórgia reconquistasse a região. O distrito de Olti, que foi muito disputado entre georgianos e armênios, permaneceu sob controle turco. Porém, a independência da Geórgia rapidamente foi solapada pelo avanço do Exército Vermelho em fevereiro de 1921, que abriu a oportunidade para a Turquia reconquistar a região, um fato reconhecido pelo Tratado de Moscou firmado por turcos e russos em 16 de março de 1921.

## Monarcas bagrátidas de Tao-Clarjécia

### Bagrátidas da linhagem ibérica (principal)
- Asócio I Curopalata (final do século VIII, 813–826)
- Pancrácio I Curopalata (826–876), co-príncipes: Adanarses (830–ca. 870) e Gurgenes V (m. 882)
- David I Curopalata (876–881)
- Adanarses I Curopalata (881–923), "rei dos georgianos" (888  923)
- David II Magistro (923–937)
- Asócio II Curopalata (937–954)
- Simbácio I Curopalata (954–958)
- Pancrácio II Regueni, "o Simples" (958–994)
- Gurgenes, "rei dos reis" (994  1008)
- Pancrácio III, rei da Abecásia desde 978, rei da Geórgia (1008  1014)

### Bagrátidas da linhagem de Tao
- Gurgenes I Mampali (c. 870–891)
- Adanarses, eristavt eristavi (891–896)
- Asócio Ciscases, eristavt eristavi (896/908–918)
- Gurgenes II, o Grande (918–941)

### Bagrátidas da segunda linhagem de Tao
- Pancrácio Magistro (m. 945)
- Adanarses II Curopalata (945–961)
- Pancrácio, eristavt eristavi (961–966)
- David III Curopalata, "o Grande" (966–1000)

### Bagrátidas da linhagem de Clarjécia
- Simbácio I Mampali, "o Grande" (ca. 870–889)
- Pancrácio I Mampali (889–900)
- David I Mampali (900–943)
- Simbácio II (943–988)
- David II (988–992/993)
- Simbácio III (992/993–1011)
- Gurgenes (m. 1012)